# Apagy
Apagy (vyslovováno [apaď]) je velká vesnice v Maďarsku v župě Szabolcs-Szatmár-Bereg, spadající pod okres Nyíregyháza. Nachází se asi 8 km východně od Nyíregyházy. Žije zde 2 309 obyvatel. Podle údajů z roku 2001 tvořili obyvatelstvo z 99 % Maďaři a 1 % Romové.
Sousedními vesnicemi jsou Levelek, Napkor a Nyírtét.